# تاريخ ريال مدريد

تعرفت مدينة مدريد على كرة القدم عن طريق أساتذة وطلاب مركز "Institución Libre de Enseñanza" التعليمي، والذين كانوا من خريجي جامعة أوكسفورد وجامعة كامبريدج من بريطانيا. وأسسوا فريقاً في المدينة عام 1897 وسمي فريق سكاي لكرة القدم "Football Club Sky"، وكانوا يلعبون الكرة نهار كل يوم أحد في منطقة تسمى مونكلوا "Moncloa" في مدريد.

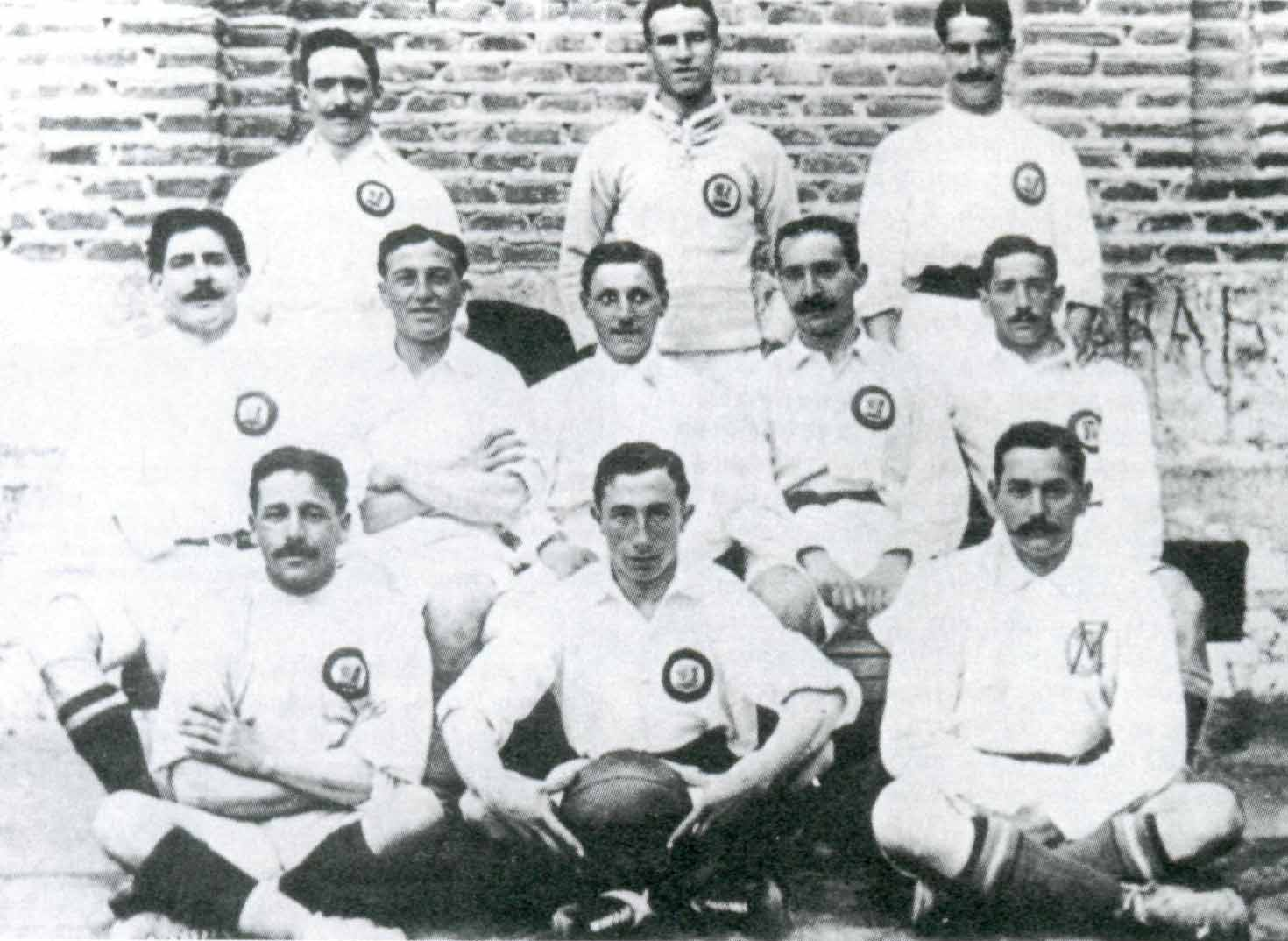
فريق ريال مدريد الفائز ببطولة بأول بطولة رسمية عام 1905

 وفي عام 1900 انقسم الفريق إلى فريقين مختلفين: أحدهما سمي بفريق مدريد لكرة القدم "New Foot-Ball de Madrid" والآخر سمي بفريق مدريد الرياضي "Club Español de Madrid". وانقسم الفريق الآخير مرة أخرى عام 1902, ليتأسس فريق مدريد لكرة القدم "Madrid Football Club" المعروف حاليا بريال مدريد وذلك في 6 مارس 1902.
وبعد ثلاث سنوات من التأسيس، أي عام 1905، استطاع الفريق المسمى آنذاك "Madrid FC" الفوز بأول بطولة رسمية محلية وذلك بعد الفوز على أتلتيك بيلباو في نهائي كأس إسبانيا. واستطاع الفريق المحافظة على لقب البطولة لمدة أربعة أعوام متتالية (حيث كانت هي البطولة الوحيدة الرسمية المقامة آنذاك). وكان النادي من الآعضاء المؤسسين للإتحاد الإسباني لكرة القدم في 4 يناير 1909, حيث مثل الفريق رئيسه أدولفو ملينديز للتوقيع على اتفاقية تأسيس الاتحاد الإسباني. وفي عام 1912, انتقل الفريق لملعبه الجيد والذي يسمى "Campo de O'Donnell" بعد أن كان الفريق يتنقل من مكان لآخر لعدم توفر ملعب خاص. وفي عام 1920, تم تعديل مسمى الفريق ليصبح باسم ريال مدريد من قبل ملك إسبانيا ألفونسو الثالث عشر حيث منح لقب «ريال» والتي تعني (ملكي) للفريق.
في عام 1929، بدأ الدوري الإسباني لكرة القدم. وتصدر ريال مدريد الترتيب حتى آخر مباراة في الموسم، ولكنه خسر آخر مباراة أمام أتلتيك بيلباو في سان ماميس وبالتالي خسر الريال صدارته والبطولة. وقد حل وصيفاً للبطل حينها برشلونة وبفارق نقطة واحدة. ريال مدريد أحرز أول بطولة دوري في تاريخه موسم 1931–32. وأتبعه في الموسم التالي بالفوز بالبطولة مرة أخرى، ليصبح أول فريق يحرز بطولة الدوري مرتين على التوالي منذ بدايتها.

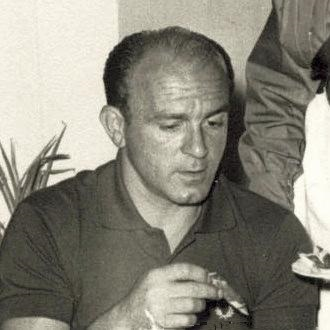
ألفريدو دي ستيفانو

انتخب سانتياغو بيرنابيو ليكون رئيساً لريال مدريد في عام 1943. وخلال رئاسته، تمت إعادة بناءالفريق والملعب والمدينة الرياضية التابعة للنادي بعد أن دمرت بسبب الحرب الأهلية الإسبانية. وبداية من عام 1953، شرع بيرنابيو باستراتيجية مع لاعبين من الطراز الرفيع من الخارج ومن المواهب البارزة داخل إسبانيا، ولعل أبرزها التوقيع مع ألفريدو دي ستيفانو وجلب الموهبة الإسبانية فرانشيسكو خينتو. وهكذا، تكون أول فريق متعدد الجنسيات في فريق واحد. وفي أول مواسم دي ستيفانو حقق الفريق بطولة الدوري الثالثة في تاريخه بعد غياب دام 23 عاماً وحقق دي ستيفانو لقب الهداف بتسجيله 27 هدفاً.
في عام 1955، ظهرت فكرة من قبل الصحفي الفرنسي بجريدة ليكيب غأبريل هانوت وهي عبارة عن إقامة بطولة أوروبية سميت باسم الكأس اللاتينية (تضم فرق كل من إسبانيا وإيطاليا وفرنسا والبرتغال)، وتطورت الفكرة بعد اجتماع رئيس ريال مدريد بتلك الفترة سانتياغو بيرنابيو في أحد فنادق باريس مع كل من بيدريغان وغوستاف سابيس لينتج عن الاجتماع تأسيس البطولة الكبرى في أوروبا للأندية كما تعرف حالياً باسم دوري أبطال أوروبا.
وتحت رئاسة سانتياغو بيرنابيو استطاع أن يجعل من ريال مدريد الفريق الأفضل سواء على المستوى المحلي أو الأوروبي، حيث استطاع الفوز بدوري أبطال أوروبا بخمس نسخ على التوالي من عام 1960 إلى 1965. والفوز بتلك البطولات الخمس جعل الفرق يملك الكأس الأصلية وكذلك يسمح له بارتداء شعار شرفي يبين عدد البطولات التي أحرزها بالبطولة الأوروبية وتسمى UEFA badge of honour (وسام اليويفا الشرفي). وأتبع تلك الفترة بالفوز بالدوري الإسباني لخمس سنوات متتالية ليكون أول فريق إسباني يحرز هذا الإنجاز، واستطاع الفريق احراز البطولة السادسة في عام 1966 بعد انتصاره في المباراة النهائية على الفريق الصربي بارتيزان بلغراد بنتيجة 2–1، وكان ذلك الفريق أول فريق يحرز اللقب وهو مكون من لاعبين كلهم محليين وسمي ذلك الفريق باسم Ye-yé وذلك نسبة إلى المتعة التي كان يقدمها بتلك الفترة والاسم مأخوذ من أغنية كان لها صيت في تلك الفترة. وأيضاً نفس الفريق وصل إلى المباراة النهائية مرتين بالبطولة الأوروبية عامي 1962 و 1964 ولكنه خسرهما أمام كل من بنفيكا البرتغالي ونادي انتر ميلان الإيطالي على التوالي.
في فترة السبعينات، فاز ريال مدريد بخمس بطولات محلية وثلاثة كؤوس للملك. ولعب الفريق أول نهائي له في بطولة كأس الكؤوس الأوروبية في عام 1971، ولكنه خسر اللقاء أمام الفريق الإنكليزي تشلسي بنتيجة 2-1. وفي 2 تموز/يوليو 1978، توفي رئيس النادي سانتياغو بيرنابيو وكانت تقام في تلك الفترة فعاليات كأس العالم 1978 المقامةالأرجنتين. أمر الاتحاد الدولي لكرة القدم الفيفا الحداد لمدة ثلاثة أيام تكريماً له. وفي العام التالي، أنشأ النادي بطولة باسم كأس سانتياغو بيرنابيو وذلك احياءً لذكرى وفاته.
وفي بداية فترة الثمانينات من القرن العشرين، لم يستطع الفريق مواصلة سيطرته على الدوري المحلي والذي توالت عليه ناديي إقليم الباسك أتلتيك بيلباو وريال سوسيداد مرتين على التوالي لكل منها، واستمرت تلك حتى استطاع الفريق العودة للفوز بالبطولات بعد أن تخرج من الفريق نخبة من اللاعبين، كانوا قد استطاعوا الوصول مع الفريق الثاني لريال مدريد المسمى «ريال مدريد كاستيا» بالوصول إلى المباراة النهائة لكأس ملك إسبانيا ومقابلة الفريق الأول بذلك اللقاء لتكون الحادثة الفريدة من نوعها في عالم كرة القدم، وقد أطلق الصحفي خوليو سيزار إيغاليسياس اللقب المعروف بالإسبانية "La Quinta del Buitre" أي «خماسي الجوارح». وهذا اللقب بالأساس كان يطلق على أشهر لاعب من المجموعة قبل أن يعمم على الجميع وهو إيميليو بوتراغينيو. وبقية أعضاء المجموعة الأربعة هم مانويل سانشيز هونتييولو ورافائيل مارتن فازكويز وميتشيل وميغيل بارديزا. ورغم مغادرة بارديزا الفريق كان الفريق يضم نخبة من اللاعبين أمثال الحارس الدولي السابق فرانسيسكو بويو والظهير الأيمن الإسباني ميغيل بورلان تشيندو والمهاجم المكسيكي هوغو سانشيز وكان الفريق قد وصف بأنه الأفضل في إسبانيا وأوروبا في النصف الثاني من فترة الثمانينات، حيث حقق بطولتين لكأس الاتحاد الأوروبي على التوالي، وخمس بطولات من الدوري الإسباني على التوالي كذلك وبطولة واحدة لكأس ملك إسبانيا وثلاثة كؤوس السوبر الإسبانية وواحدة بطولة كأس الدوري.
في بداية التسعينيات، انتهت حقبة الـ Quinta del Buitre بعد مغادرة كل من مارتين فازكيز، اميليو بوتراغوينو وميتشيل للنادي. في عام 1996، عيّن الرئيس لورينزو سانز المدرب فابيو كابيلو على راس الجهاز الفني. مع انه لم يستمر الا عام واحد الا انه فاز في الدوري الأسباني، واحضر لاعبين مثل روبيرتو كارلوس، بريدراج مياتوفيتش، دافور سوكر وكلارنس سيدورف ليتم تقوية النادي الذي كان اصلا فيه لاعبين مثل راؤول وفيرناندو هييرو وإيفان زامورانو وفيرناندو ريدوندو. نتيجة لذلك، ريال مدريد (مع قدوم فيرناندو موريانتس في عام 1997) انهى انتظار الجماهير ل32 عام من اجل بطولة دوري ابطال، بفوزه في عام 1998 تحت قيادة المدرب جوب هينكس على نادي يوفنتوس في النهائي بهدف نظيف قام بتسجيله بريدراج مياتوفيتش.
في تموز/يوليو من عام 2000، تم انتخاب فلورونتينو بيريز كرئيس للنادي. بعد حملة وعد فيها بإزالة الديون التي على النادي وتجديد النادي. ولكنه من المعتقد ان ما جعل فوز بيريز ممكناً هو التوقيع مع لويس فيغو من الغريم التقليدي برشلونة. في العام الذي يليه النادي قام بتطوير امور التدريب وقام ببداية حقبة الغلاكتيكوس التي من خلالها حضر زين الدين زيدان ورونالدو ولويس فيغو وروبيرتو كارلوس وراؤول وديفيد بيكهام. لكنها سياسة لم تحقق الأمال المعقودة في ذلك الوقت، رغم أن النادي فاز في دوري الابطال موسم 2001-02 وبطولة الدوري الموسم التالي كذلك كأس السوبر الإسباني عام 2004 إلا أن الفريق فشل في حصد الألقاب لثلاث سنوات بعد ذلك.
في يوليو 2006، تم انتخاب رامون كالديرون وأعاد إحضار فابيو كابيلو كمدرب لريال مدريد وبيديا مياتوفيتش كمدير رياضي. فاز ريال مدريد في الليغا في عام 2007 بعد انقطاع أربعة أعوام، مع هذا تم التخلي عن فابيو كابيلو. في الموسم الذي يليه الفريق الأبيض حقق الليغا مرة أخرى للمرة الحادية والثلاثين، والتي سجلت فوز الريال ببطولتين متتاليتين لأول مرة منذ 18 عام.

## وصلات خارجية
- موقع النادي الرسمي
- موقع ريال مدريد باللغة العربية
- نشيد النادي على يوتيوب